# Walter De Smet
Walter De Smet (13 mei 1960) is een Belgische voormalige atleet, die gespecialiseerd was in de middellange afstand. Hij werd eenmaal Belgisch kampioen.

## Loopbaan
De Smet werd in 1981 Belgisch kampioen op de 800 m. Hij was aangesloten bij Zuid-Oost-Vlaamse Atletiekvereniging (ZOVA), Vlierzele Sportief en VITA.

## Belgische kampioenschappen
| Onderdeel | Jaar |
| --------- | ---- |
| 800 m     | 1983 |

## Persoonlijk record
| Onderdeel | Prestatie | Datum | Plaats |
| --------- | --------- | ----- | ------ |
| 800 m     | 1.48,1    |       |        |

## Palmares
800 m
- 1983:  BK AC - 1.49,80
- 1989:  BK AC - 1.51,10